# Alberto da Pavia
Alberto da Pavia, latinizzato come Albertus Papiensis (Pavia, seconda metà del XII secolo – dopo il 1240), è stato un docente e giurista italiano attivo dal 1211 al 1240.

## Biografia
Probabilmente nato a Pavia verso la fine del 1100, fu contemporaneo di Iacopo Baldovini. Le notizie certe sulla sua carriera riguardano la professione di docente di diritto civile a Modena e la sua partecipazione al Consiglio del Comune della medesima città. Fu nominato arbitro, assieme a Uberto Bonaccorsi, in una controversia tra il vescovo di Modena Guglielmo e il capitolo della stessa città.
Tra le opere a noi pervenute vanno ricordate le glosse al Digestum novum, segnate con sigla "Al. pa" (ms. parigino 4458), e il Tractatus consiliorum habendorum. Quest'ultimo, secondo Friedrich Carl von Savigny, è conservato in un manoscritto miscellaneo della collezione Haenel (ff. 102-104).

## Opere

### Manoscritti
- Digestum novum
- Tractatus consiliorum habendorum
- Consilium, XIV-XV secolo, Firenze, Biblioteca Medicea Laurenziana, Fondo Gaddi, Gadd. 107 (antea Gadd. 578),  f. 9.
- Apparatus ad Compilatonem 2., XIII secolo, Troyes, Médiathèque du Grand Troyes, Fonds manuscrits, MS 385,  ff. 100-143r.
- Consilia, XV secolo, Lyon, Bibliothèque municipale, Manuscrits, Ms 387,  ff. 121-151.
- Lectura de restitutione hereditatis, XIII secolo, Alba Julia, Biblioteca Batthyaneum, Manuscrise, 165,  f. 24r.
- Quaestiones et Consilia, XV secolo, Venezia, Biblioteca Nazionale Marciana, Fondo manoscritti, Lat. V 117 (2458),  ff. 147-151.
- Repetitio ad D. 4.9, XV secolo, Lambach, Stiftsbibliothek, Handschriften, Ccl 123.
- Summa Lombardae, XII secolo, Città del Vaticano, Biblioteca Apostolica Vaticana, Fondo Reginense latino, Reg. lat. 1060,  ff. 59-70.